# 우연이
우연이(본명: 우은미, 1968년 11월 30일 ~ )는 대한민국의 가수이다.

## 학력
- 국립국악고등학교 졸업

## 경력
- 2010년 : 경기도 의정부시 홍보대사

## 데뷔
- 2001년 1집 앨범 "남자인데"

## 음반
| 발매             | 제목     | 비고 |
| ---------------- | -------- | ---- |
| 2001년 12월 1일  | 남자인데 | 정규 |
| 2005년 6월 17일  | 우연히   | 정규 |
| 2010년 4월 10일  | 당신만   | 정규 |
| 2013년 10월 25일 | 몰랐네   | 정규 |
| 2016년 1월 4일   | 그 남자  | 정규 |
| 2020년 2월 14일  | 길       | 정규 |

## 수상
- 2010년 제18회 대한민국 문화연예대상 성인가요 10대 가수상
- 2010년 제11대 대한민국 연예문화상 성인가요부문 10대가수상
- 2011년 제19대 대한민국 문화연예대상 성인가요 최우수상
- 2012년 제19대 대한민국 연예예술상 올해의 10대가수상